# Cheliceriforme
Táxon que contém cerca de 80.000 spp. Possui um extenso registro fóssil e a maioria é terrestre. O nome foi dado pela característica que todos os representantes do grupo possuem quelíceras.
É dividido em dois grupos, sendo: Pycnogonida e Chelicerata. O primeiro grupo é exclusivamente marinho e seus representantes são conhecidos como aranhas-do-mar. O segundo é subdividido em Arachnida (aracnídeos) e Merostomata. 